# لا كوينتا (كاليفورنيا)
لا كوينتا (بالإنجليزية: La Quinta)‏ هي إحدى مدن مقاطعة ريفيرسيدي، كاليفورنيا. تم إعطاءها لقب مدينة في 1 مايو، 1982.

## التركيبة السكانية
حدّد مكتب تعداد الولايات المتحدة بيانات التركيبة السكانية للا كوينتا في تعداد الولايات المتحدة. في ما يلي، التركيبة السكانية حسب تعدادي 2000 و2010.

### تعداد عام 2000
بلغ عدد سكان لا كوينتا 23,694 نسمة بحسب تعداد عام 2000، وبلغ عدد الأسر 8,445 أسرة وعدد العائلات 6,556 عائلة مقيمة في المدينة. في حين سجلت الكثافة السكانية 256.4 نسمة لكل كيلومتر مربع (664.1/ميل2). وبلغ عدد الوحدات السكنية 11,812 وحدة بمتوسط كثافة قدره 127.8 لكل كيلومتر مربع (331.0/ميل2).
وتوزع التركيب العرقي للمدينة بنسبة 78.51% من البيض و1.42% من الأمريكيين الأفارقة و0.72% من الأمريكيين الأصليين و1.88% من الأمريكيين ذوي الأصول الآسيوية و0.09% من سكان جزر المحيط الهادئ و13.85% من الأعراق الأخرى و3.53% من عرقين مختلطين أو أكثر و32.01% من الهسبانيون أو اللاتينيون من أي عرق.
بلغ عدد الأسر 8,445 أسرة كانت نسبة 40.6% منها لديها أطفال تحت سن الثامنة عشر تعيش معهم، وبلغت نسبة الأزواج القاطنين مع بعضهم البعض 64.6% من أصل المجموع الكلي للأسر، ونسبة 9.2% من الأسر كان لديها معيلات من الإناث دون وجود شريك، بينما كانت نسبة 3.9% من الأسر لديها معيلون من الذكور دون وجود شريكة وكانت نسبة 22.4% من غير العائلات. تألفت نسبة 17% من أصل جميع الأسر من عدة أفراد يعيشون في نفس المنزل ونسبة 6.6% كانت تتألف من شخص يعيش بمفرده يبلغ من العمر 65 عاماً أو أكثر. وبلغ متوسط حجم الأسرة المعيشية 2.80، أما متوسط حجم العائلات فبلغ 3.16.
بلغ العمر الوسطي للسكان 36.4 عاماً. وكانت نسبة 29.1% من القاطنين تحت سن الثامنة عشر، وكانت نسبة 6% بين الثامنة عشر والرابعة والعشرين عاماً، ونسبة 29% كانت واقعةً في الفئة العمرية ما بين الخامسة والعشرين والرابعة والأربعين عاماً، ونسبة 22.4% كانت ما بين الخامسة والأربعين والرابعة والستين، ونسبة 13.3% كانت ضمن فئة الخامسة والستين عاماً فما فوق. يوجد لكل 100 أنثى 96.3 ذكر، ويوجد لكل 100 أنثى في الثامنة عشر من عمرها فما فوق 93.2 ذكر.
بلغ متوسط دخل الأسرة في المدينة 54,552 دولارًا، أما متوسط دخل العائلة فبلغ 56,848 دولارًا. وكان متوسط دخل الذكور 40,553 دولارًا مقابل 31,627 دولارًا للإناث. وسجل دخل الفرد الخاص بالمدينة 27,284 دولارًا. وكانت نسبة 5% من العائلات ونسبة 7.8% من السكان تحت خط الفقر، وكان من هؤلاء نسبة 11.5% تحت سن الثامنة عشر ونسبة 4.8% في الخامسة والستين من العمر وما فوق.

### تعداد عام 2010
بلغ عدد سكان لا كوينتا 37,467 نسمة بحسب تعداد عام 2010، وبلغ عدد الأسر 14,820 أسرة وعدد العائلات 10,709 عائلة مقيمة في المدينة. في حين سجلت الكثافة السكانية 405.4 نسمة لكل كيلومتر مربع (1,050.0/ميل2). وبلغ عدد الوحدات السكنية 23,489 وحدة بمتوسط كثافة قدره 254.2 لكل كيلومتر مربع (658.4/ميل2).
وتوزع التركيب العرقي للمدينة بنسبة 78.71% من البيض و1.90% من الأمريكيين الأفارقة و0.61% من الأمريكيين الأصليين و3.14% من الأمريكيين ذوي الأصول الآسيوية و0.11% من سكان جزر المحيط الهادئ و12.26% من الأعراق الأخرى و3.26% من عرقين مختلطين أو أكثر و30.26% من الهسبانيون أو اللاتينيون من أي عرق.
بلغ عدد الأسر 14,820 أسرة كانت نسبة 29.2% منها لديها أطفال تحت سن الثامنة عشر تعيش معهم، وبلغت نسبة الأزواج القاطنين مع بعضهم البعض 58.5% من أصل المجموع الكلي للأسر، ونسبة 9.7% من الأسر كان لديها معيلات من الإناث دون وجود شريك، بينما كانت نسبة 4% من الأسر لديها معيلون من الذكور دون وجود شريكة وكانت نسبة 27.7% من غير العائلات. تألفت نسبة 21.3% من أصل جميع الأسر من عدة أفراد يعيشون في نفس المنزل ونسبة 10.3% كانت تتألف من شخص يعيش بمفرده يبلغ من العمر 65 عاماً أو أكثر. وبلغ متوسط حجم الأسرة المعيشية 2.52، أما متوسط حجم العائلات فبلغ 2.93.
بلغ العمر الوسطي للسكان 45.6 عاماً. وكانت نسبة 21.9% من القاطنين تحت سن الثامنة عشر، وكانت نسبة 6.7% بين الثامنة عشر والرابعة والعشرين عاماً، ونسبة 20.5% كانت واقعةً في الفئة العمرية ما بين الخامسة والعشرين والرابعة والأربعين عاماً، ونسبة 30% كانت ما بين الخامسة والأربعين والرابعة والستين، ونسبة 20.9% كانت ضمن فئة الخامسة والستين عاماً فما فوق. وتوزع التركيب الجنسي للسكان بنسبة 48.3% ذكور و51.7% إناث.

## المناخ
يظهر الجدول التالي التغييرات المناخية على مدار السنة للا كوينتا:
| البيانات المناخية لـلا كوينتا     | البيانات المناخية لـلا كوينتا | البيانات المناخية لـلا كوينتا | البيانات المناخية لـلا كوينتا | البيانات المناخية لـلا كوينتا | البيانات المناخية لـلا كوينتا | البيانات المناخية لـلا كوينتا | البيانات المناخية لـلا كوينتا | البيانات المناخية لـلا كوينتا | البيانات المناخية لـلا كوينتا | البيانات المناخية لـلا كوينتا | البيانات المناخية لـلا كوينتا | البيانات المناخية لـلا كوينتا | البيانات المناخية لـلا كوينتا |
| الشهر                             | يناير                         | فبراير                        | مارس                          | أبريل                         | مايو                          | يونيو                         | يوليو                         | أغسطس                         | سبتمبر                        | أكتوبر                        | نوفمبر                        | ديسمبر                        | المعدل السنوي                 |
| --------------------------------- | ----------------------------- | ----------------------------- | ----------------------------- | ----------------------------- | ----------------------------- | ----------------------------- | ----------------------------- | ----------------------------- | ----------------------------- | ----------------------------- | ----------------------------- | ----------------------------- | ----------------------------- |
| الدرجة القصوى °ف (°م)             | 97 (36)                       | 100 (38)                      | 103 (39)                      | 109 (43)                      | 117 (47)                      | 123 (51)                      | 125 (52)                      | 121 (49)                      | 122 (50)                      | 115 (46)                      | 101 (38)                      | 96 (36)                       | 125 (52)                      |
| متوسط درجة الحرارة الكبرى °ف (°م) | 71.9 (22.2)                   | 75.3 (24.1)                   | 81.3 (27.4)                   | 87.5 (30.8)                   | 95.7 (35.4)                   | 103.1 (39.5)                  | 107.3 (41.8)                  | 106.6 (41.4)                  | 102.0 (38.9)                  | 91.9 (33.3)                   | 79.6 (26.4)                   | 71.0 (21.7)                   | 89.5 (31.9)                   |
| متوسط درجة الحرارة الصغرى °ف (°م) | 44.6 (7.0)                    | 48.0 (8.9)                    | 54.8 (12.7)                   | 60.7 (15.9)                   | 67.7 (19.8)                   | 74.2 (23.4)                   | 80.3 (26.8)                   | 80.3 (26.8)                   | 74.0 (23.3)                   | 63.7 (17.6)                   | 51.8 (11.0)                   | 44.2 (6.8)                    | 62.1 (16.7)                   |
| أدنى درجة حرارة °ف (°م)           | 13 (−11)                      | 20 (−7)                       | 25 (−4)                       | 33 (1)                        | 38 (3)                        | 45 (7)                        | 59 (15)                       | 56 (13)                       | 46 (8)                        | 31 (−1)                       | 23 (−5)                       | 17 (−8)                       | 13 (−11)                      |
| الهطول إنش (مم)                   | 0.56 (14)                     | 0.64 (16)                     | 0.43 (11)                     | 0.05 (1.3)                    | 0.07 (1.8)                    | 0.01 (0.25)                   | 0.04 (1.0)                    | 0.54 (14)                     | 0.04 (1.0)                    | 0.26 (6.6)                    | 0.18 (4.6)                    | 0.62 (16)                     | 3.44 (87)                     |
| المصدر: www.ncdc.noaa.gov         |                               |                               |                               |                               |                               |                               |                               |                               |                               |                               |                               |                               |                               |

## الموقع الجغرافي
الموقع الجغرافي للمناطق المحيطة بهذه النقطة هو كالتالي: